# سوا (ادیان هندی)
سِوا (پنجابی: ਸੇਵਾ، انگلیسی: Seva)، در آیین هندو و بعد از آن در سیک، یک خدمت فداکارانه است که بدون هیچ گونه انتظار از نتیجه یا جایزه برای انجام آن انجام شده‌است. چنین خدماتی می‌تواند به نفع سایر انسانها یا جامعه باشد. Seva به معنای 'خدمات' است، اشاره به تلاش‌های فداکارانه برای رفاه حال همه. تفسیر جدیدتر این کلمه «فداکاری به دیگران» است.

## ریشه‌شناسی و اهمیت دینی
Seva کوتاه کلمه kar seva است که از واژه‌های سانسکریت kar به معنای دستان یا کار کردن و seva به معنای خدمت گرفته شده‌است.
در پنجابی، کلمه seva همچنین به معنای «پرستش، ستایش، ادای احترام از طریق عمل عشق» است. در نوشته‌های گوروهای سیک، این دو معنی seva (خدمت و عبادت) ادغام شده‌اند. انتظار می‌رود Seva کاری عاشقانه باشد که بدون میل و قصد و تواضع انجام می‌شود.
کار سوا اغلب به عنوان «کار داوطلبانه» ترجمه می‌شود. داوطلب کار سوا کار سواک (kar sevak) نامیده می‌شود. کار سواک کسی است که خدمات خود را آزادانه به یک هدف دارمی ارائه می‌دهد. این اصطلاح از واژه‌های سانسکریت kar (دست یا کار) و sevaka (بنده) گرفته شده‌است. سیک‌ها از اصطلاح کار سواک برای نشان دادن افرادی استفاده می‌کنند که در خدمت به دین و جامعه مشغول به خیرخواهی نوع دوستانه و تلاش‌های بشردوستانه هستند. Sevadar (پنجابی: ਸੇਵਾਦਾਰ)، به معنای واقعی کلمه "پشتیبان seva"، واژه پنجابی دیگری برای داوطلب است که seva را اجرا می‌کند، از ریشه‌های سانسکریت seva و dhṛ گرفته شده‌است.
ایده خدمت فداکارانه (seva) در تعدادی از ادیان یک مفهوم مهم است زیرا خداوند تصور می‌شود که به رفاه دیگران و همچنین رفاه خودی تمایل دارد. خدمت به دیگران عملی عبادی در نظر گرفته شده‌است که به‌طور غیرمستقیم به خدا بندگی می‌کند و زندگی دینی دارد که برای دیگران سودمند است. افراد از هر مذهبی در این سرویس گنجانده می‌شوند.